# Henriette-Catherine de Joyeuse
Henriette-Catherine de Joyeuse (1585-1656), duchesse de Joyeuse, de Montpensier et de Guise, comtesse d'Eu et princesse de Joinville est une aristocrate française, grand-mère de la Grande Mademoiselle.

## Biographie
Née au Louvre le 13 janvier 1585, elle est la fille d'Henri de Joyeuse, comte du Bouchage, et de Catherine de Nogaret de La Valette, et donc la nièce du duc d'Epernon et du duc de Joyeuse, favori du roi Henri III. Elle est duchesse de Joyeuse de 1608 à 1647 et princesse de Joinville de 1641 à 1654.
Après la mort de sa mère et l'entrée dans l'ordre des Capucins de son père, elle est recueillie et élevée par sa grand-mère paternelle, Marie de Batarnay. Henri reprend sa fille en 1595, à la mort de Marie. 

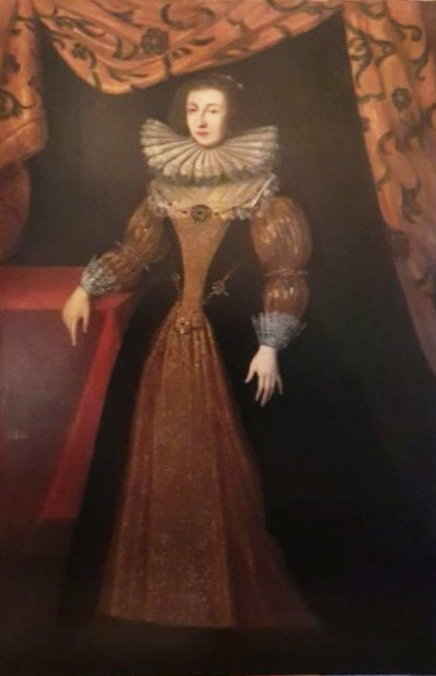
Henriette-Catherine de Joyeuse - Musée Louis-Philippe du château d’Eu

Le 15 mai 1597, Henriette-Catherine épouse Henri de Bourbon, duc de Montpensier (° mai 1573 † février 1608), alors qu'elle n'a que 13 ans, elle est confiée quelques années à son oncle, le cardinal François de Joyeuse (° 1562 † 1615). La fille d'Henriette-Catherine, Marie de Bourbon-Montpensier, naît le 15 octobre 1605, à Gaillon (Eure). 
Devenue veuve en 1608, Henriette-Catherine de Joyeuse épouse le 5 janvier 1611 Charles de Lorraine, 4e duc de Guise et prince de Joinville (° 1571 † 1640). Ils ont dix enfants (ça fait 11 en dessous, à vérifier pour la fille à la fin) :
- François (3 avril 1612 - 7 décembre 1639, Florence), prince de Joinville ;
- Des jumeaux en 1613 ;
- Henri (4 avril 1614, Paris - 2 juin 1664, Paris), archevêque de Reims (1629 - 1640), 5e duc de Guise ;
- Marie (5 août 1615 - 3 mars 1688), duchesse de Guise, princesse de Joinville ;
- Charles-Louis (15 juillet 1618 - 1641 ou 15 mars 1637, Florence), duc de Joyeuse ;
- Françoise-Renée (10 janvier 1621 - 4 décembre 1682, Montmartre), abbesse de Montmartre ;
- Louis (11 novembre 1622 - 27 septembre 1654), duc de Joyeuse et d'Angoulême, Grand chambellan de France ;
- Roger (21 mars 1624 - 6 septembre 1653, Cambrai) ;
- Françoise (1627-1682), abbesse de Saint-Pierre de Reims ;
- et une fille.

Elle est la grand-mère d'Anne-Marie-Louise d'Orléans , la "Grande Mademoiselle".
Elle fonde en 1620 la maison des Oratoriens de Joyeuse (Ardèche).
Menant une vie pieuse, proche de la famille royale et amie de Marie de Médicis, Henriette-Catherine est néanmoins obligée de suivre son mari, exilé à Florence en mars 1635, à la suite d'intrigues contre le cardinal de Richelieu. Elle y reste jusqu'à la mort de Charles, en septembre 1640. 
Revenue en France, Henriette-Catherine se consacre à des œuvres pieuses et meurt en février 1656, à l'âge de 71 ans. Elle est inhumée en l'église du couvent de Capucines de Paris. Son cercueil aurait été mis au jour vers 1854 lors de travaux d'assainissement de la rue de la Paix.